# 菲利普·戈蒙
菲利普·戈蒙（法語：Philippe Gaumont，1973年2月22日—2013年5月17日），法国男子自行车运动员。他曾代表法国参加1992年和2000年夏季奥林匹克运动会自行车比赛，其中1992年奥运会获得一枚铜牌。